# QR-алгоритм
QR-алгоритм — это численный метод в линейной алгебре, предназначенный для решения полной проблемы собственных значений, то есть отыскания всех собственных чисел и собственных векторов матрицы. Был разработан в конце 1950-х годов независимо В. Н. Кублановской и Дж. Фрэнсисом.

## Алгоритм
Пусть A — вещественная матрица, для которой мы хотим найти собственные числа и векторы. Положим A0=A. На k-м шаге (начиная с k = 0) вычислим QR-разложение Ak=QkRk, где Qk — ортогональная матрица (то есть QkT = Qk−1), а Rk — верхняя треугольная матрица. Затем мы определяем Ak+1 = RkQk.
Заметим, что
{\displaystyle A_{k+1}=R_{k}Q_{k}=Q_{k}^{-1}Q_{k}R_{k}Q_{k}=Q_{k}^{-1}A_{k}Q_{k}=Q_{k}^{T}A_{k}Q_{k},}
то есть все матрицы Ak являются подобными, то есть их собственные значения равны.
Пусть все диагональные миноры матрицы A не вырождены. Тогда последовательность матриц Ak при {\displaystyle k\to \infty ,} сходится по форме к клеточному правому треугольному виду, соответствующему клеткам с одинаковыми по модулю собственными значениями.
Для того, чтобы получить собственные векторы матрицы, нужно перемножить все матрицы Qk.
Алгоритм считается вычислительно устойчивым, т. к. производится ортогональными преобразованиями подобия.

## Доказательство для симметричной положительно определённой матрицы
Будем считать, что собственные числа положительно-определённой матрицы A упорядочены по убыванию:
{\displaystyle \lambda _{1}>\lambda _{2}>...>\lambda _{n}>0.}
Пусть
{\displaystyle \Lambda =\mathrm {diag} \left(\lambda _{1},...,\lambda _{n}\right),}
а S — матрица, составленная из собственных векторов матрицы A. Тогда, матрица A может быть записана в виде спектрального разложения
{\displaystyle A=S\Lambda S^{T}.}
Найдём выражение для степеней исходной матрицы через матрицы Qk и Rk. С одной стороны, по определению QR-алгоритма:
{\displaystyle A^{k}=A_{1}^{k}=\left(Q_{1}R_{1}\right)^{k}=Q_{1}\left(R_{1}Q_{1}\right)^{k-1}R_{1}=Q_{1}A_{2}^{k-1}R_{1}.}
Применяя это соотношение рекурсивно, получим:
{\displaystyle A^{k}=Q_{1}\cdot ...\cdot Q_{k}\cdot R_{k}\cdot ...\cdot R_{1}}
Введя следующие обозначения:
{\displaystyle S_{k}=Q_{1}\cdot ...\cdot Q_{k},}
{\displaystyle T_{k}=R_{k}\cdot ...\cdot R_{1},}
получим
{\displaystyle A^{k}=S_{k}T_{k}.}
С другой стороны:
{\displaystyle A^{k}=S\Lambda ^{k}S^{T}.}
Приравнивая правые части последних двух формул, получим:
{\displaystyle S\Lambda ^{k}S^{T}=S_{k}T_{k}.}
Предположим, что существует LU-разложение матрицы ST:
{\displaystyle S^{T}=LU,}
тогда
{\displaystyle S\Lambda ^{k}LU=S_{k}T_{k}.}
Умножим справа на обратную к U матрицу, а затем — на обратную к Λk:
{\displaystyle S\Lambda ^{k}L=S_{k}T_{k}U^{-1},}
{\displaystyle S\Lambda ^{k}L\Lambda ^{-k}=S_{k}T_{k}U^{-1}\Lambda ^{-k}.}
Можно показать, что
{\displaystyle \Lambda ^{k}L\Lambda ^{-k}\to \mathrm {diag} \left(l_{11},...,l_{nn}\right)=L^{\prime }.}
При {\displaystyle k\to \infty } без ограничения общности можно считать, что на диагонали матрицы L стоят единицы, поэтому
{\displaystyle S_{k}T_{k}U^{-1}\Lambda ^{-k}\to S.}
Обозначим
{\displaystyle P_{k}=T_{k}U^{-1}\Lambda ^{-k},}
причём матрица Pk является верхнетреугольной, как произведение верхнетреугольных и диагональных матриц.
Таким образом, мы доказали, что
{\displaystyle S_{k}P_{k}\to S}.
Из единственности QR-разложения следует, что если произведение ортогональной и треугольной матрицы сходится к ортогональной матрице, то треугольная матрица сходится к единичной матрице. Из сказанного следует, что
{\displaystyle S_{k}=Q_{1}\cdot ...\cdot Q_{k}\to S.}
То есть матрицы Sk сходятся к матрице собственных векторов матрицы A.
Так как
{\displaystyle A_{k+1}=Q_{k}^{T}A_{k}Q_{k}=...=\left(Q_{k}^{T}\cdot ...\cdot Q_{1}^{T}\right)A_{1}\left(Q_{1}\cdot ...\cdot Q_{k}\right)=\left(Q_{1}\cdot ...\cdot Q_{k}\right)^{T}A\left(Q_{1}\cdot ...\cdot Q_{k}\right),}
то
{\displaystyle A_{k+1}=S_{k}^{T}AS_{k}.}
Переходя к пределу, получим:
{\displaystyle \lim _{k\to \infty }A_{k}=\lim _{k\to \infty }A_{k+1}=S^{T}AS=S^{T}S\Lambda S^{T}S=\Lambda .}
Итак, мы доказали, что QR-алгоритм позволяет решить полную проблему собственных значений для симметричной положительно-определённой матрицы.

## Реализация QR-алгоритма
При определённых условиях последовательность матриц {\displaystyle A_{k}} сходится к треугольной матрице, разложению Шура матрицы {\displaystyle A}. В этом случае собственные числа треугольной матрицы располагаются на её диагонали, и задача нахождения собственных чисел считается решённой. В тестах на сходимость не практично требовать точных нулей в нулевой части матрицы, но можно воспользоваться теоремой о кругах Гершгорина, задающей пределы ошибок.
В исходном состоянии матрицы (без дополнительных преобразований) стоимость итераций относительно высока. Стоимость алгоритма можно уменьшить, сначала приведя матрицу {\displaystyle A} к форме верхней матрицы Хессенберга (стоимость получения которой методом, основанном на преобразовании Хаусхолдера, оценивается как {\displaystyle {10 \over 3}n^{3}+O(n^{2})} арифметических операций), и затем используя конечную последовательность ортогональных преобразований подобия. Данный алгоритм чем-то похож на двухсторонюю QR-декомпозицию. (В обычной QR-декомпозиции матрица отражений Хаусхолдера умножается на исходную только слева, тогда как в случае использования формы Хессенберга матрица отражений умножается на исходную и слева, и справа.) Нахождение QR-декомпозиции верхней матрицы Хессенберга оценивается как {\displaystyle 6n^{2}+O(n)} арифметических операций. Из-за того, что форма матрицы Хессенберга почти верхнетреугольная (у неё только один поддиагональный элемент не равен нулю), удается сразу снизить число итераций требуемых для схождения QR-алгоритма.
В случае, если исходная матрица симметричная, верхняя матрица Хессенберга также симметричная и поэтому является трехдиагональной. Этим же свойством обладает вся последовательность матриц {\displaystyle A_{k}}. В этом случае стоимость процедуры оценивается как {\displaystyle {4 \over 3}n^{3}+O(n^{2})} арифметических операций с использованием метода, основанного на преобразовании Хаусхолдера. Нахождение QR-разложения симметричной трехдиагональной матрицы оценивается как {\displaystyle O(n)} операций.
Скорость сходимости зависит от степени разделения собственных чисел, и в практической реализации в явном или неявном виде используются «сдвиги» для усиления разделения собственных чисел и для ускорения сходимости. В типичном виде для симметричных матриц QR-алгоритм точно находит одно собственное число (уменьшая размерность матрицы) за одну или две итерации, что делает этот подход как эффективным, так и надежным.

## Реализация QR-алгоритма в неявном виде
В современной вычислительной практике QR-алгоритм реализуется с использованием его неявной версии, что упрощает добавление множественных «сдвигов». Исходно матрица приводится к форме верхней матрицы Хессенберга {\displaystyle A_{0}=QAQ^{T}}, так же как и в явной версии. Затем, на каждом шаге первая колонка {\displaystyle A_{k}} преобразуется через малоразмерное преобразование подобия Хаусхолдера к первой колонке {\displaystyle p(A_{k})} (или {\displaystyle p(A_{k})e_{1}}), где {\displaystyle p(A_{k})} — это полином степени {\displaystyle r}, который определяет стратегию «сдвигов» (обычно {\displaystyle p(x)=(x-\lambda )(x-{\bar {\lambda }})}, где  {\displaystyle \lambda } и {\displaystyle {\bar {\lambda }}} — это два собственных числа остаточной подматрицы {\displaystyle A_{k}} размера 2×2, это так называемый неявный двойной сдвиг). Затем последовательные преобразования Хаусхолдера размерности {\displaystyle r+1} производятся с целью вернуть рабочую матрицу {\displaystyle A_{k}} к форме верхней матрицы Хессенберга. 